# Lea Fabbri
Lea Fabbri je hrvatska košarkašica, članica hrvatske košarkaške reprezentacije.

## Karijera
Sudjelovala je na završnom turniru europskog prvenstva 2007. godine.